# Station Jedlanka
Station Jedlanka is een spoorwegstation in de Poolse plaats Jedlanka.